# 谢尔盖·科卢诺夫
谢尔盖·弗拉基米罗维奇·科卢诺夫（羅馬化：Sergey Vladimirovich Kolunov；1973年3月22日—）是俄罗斯政治人物，第八届国家杜马代表。
1995年从国立管理大学毕业后，科卢诺夫在英国伍尔弗汉普顿大学实习。1995年至2003年，他担任意大利家具公司代表。 2003年，他创立了自己的投资和开发公司“Sodovoe Koltso”。2021年9月起，他担任第八届国家杜马代表。

## 制裁
科卢诺夫于2022年因俄乌战争而受到英国政府制裁。